# Emmanuel Gérard de Croÿ
Prins Emmanuel de Croÿ (Rumillies, 24 april 1908 - Sint-Lambrechts-Woluwe, 6 november 1997) was een lid van de prinselijke familie de Croÿ en werd oorlogsgouverneur van de provincie Namen.

## Levensloop
Emmanuel was een zoon van prins Charles de Croÿ (1869-1943), burgemeester van Rumillies, en van gravin Mathilde de Robiano (1868-1946). Het gezin bestond uit drie zoons en drie dochters. Emmanuel was de enige die universitaire studies ondernam of ten minste tot een goed einde bracht, door te promoveren tot mijningenieur.
Tijdens het interbellum evolueerde het hele gezin in fascistische Nieuwe Orde-richting. De oudste dochter, prinses Madeleine de Croÿ (1897-1957), werd een onvoorwaardelijke aanhangster van Joris van Severen en nam trouw deel aan alle activiteiten van het Verdinaso. Emmanuel was lid van de Henegouwse afdeling van het Verdinaso.
In 1940 nam hij, met de graad van luitenant bij het Eerste Gidsenregiment, deel aan de Achttiendaagse Veldtocht en werd na de Wapenstilstand als krijgsgevangene naar Duitsland weggevoerd. Tegen het einde van het jaar 1940 kon hij de vele relaties van de familie in werking stellen en mocht hij naar huis. Hij bleef als ambteloos burger en vrijgezel, met zijn ouders en zijn broers, op het kasteel van Rumillies wonen. Ook al gaf hij geen gevolg aan de eis van de bezetter, gericht tot alle Nieuwe Ordegezinden, om, in het Franstalig landsgedeelte, aan te sluiten bij Rex, was het voldoende bekend dat hij er, zoals de andere leden van het gezin, autoritaire opvattingen op nahield en de Nieuwe Orde en in zekere mate zelfs de collaboratiepolitiek van Rex steunde. Dit bracht mee dat toen hij gesolliciteerd werd om een actieve rol te gaan spelen, hij hieraan gunstig gevolg gaf.
Op 1 april 1942 werd hij door Gérard Romsée benoemd tot (interim)gouverneur van de provincie Namen, een ambt dat hij bekleedde tot aan de Bevrijding, in september 1944. In deze functie onderhield hij goede contacten met Rex, maar dwarsboomde niettemin de al te grote benoemingsijver van de rexisten. Hiervoor en voor andere zaken kwam hij in conflict met de bestendige deputatie, die overwegend uit rexisten bestond. De positie van de Croÿ werd nog delicater toen op 1 februari de wettige maar afgezette gouverneur François Bovesse door Rexmilities vermoord werd. De Croÿ liet zijn publieke veroordeling kennen.
Na de Bevrijding werd hij afgezet en opgepakt. Het gerechtelijk onderzoek ging over: het aanvaarden van de gouverneursfunctie, de steun verleend in rexistische benoemingsdossiers, de publieke afkeuring in 1942 van aanslagen door het verzet, de nauwe contacten met de top van Rex (Degrelle, Colin en Streel), de steun bij de vorming van Groot-Namen. De openbaar aanklager beoordeelde de ex-gouverneur met opvallende mildheid en besloot dat de feiten niet met "kwaadwilligheid" waren uitgevoerd.
Voor de periode 1943-1944 (met andere woorden: feiten gepleegd na de strafwetwijzigingen van december 1942 door de regering in Londen) werden enkele strafbare feiten weerhouden: een omzendbrief van 12 maart 1943 waarin de Croÿ een Duitse instructie doorgaf voor steun aan de Duitse luchtafweer, zijn contacten met Rex voor de oprichting van een Naamse afdeling van de Communauté culturelle wallonne. Beide feiten werden beschouwd als "hoogst verwerpelijk", maar leidden niet tot een inbeschuldigingstelling. Als verzachtende omstandigheid gold daarbij dat hij zich had ingespannen om hulpverzoeken van inwoners in te willigen. Op voorwaarde dat hij ontslag nam uit het Belgisch leger werd al het overige met de mantel der liefde bedekt en eindigde het dossier op een "zonder gevolg".
In de laatste dagen voor de Bevrijding, in augustus 1944, was de Croÿ getrouwd met gravin Nicole de Marnix de Sint Aldegonde (1919-2011). Ze kregen twee zoons en twee dochters en leefden nog gedurende een halve eeuw in anonimiteit.